# Chimarra mauritania
Chimarra mauritania är en nattsländeart som beskrevs av Jacquemart 1960. Chimarra mauritania ingår i släktet Chimarra och familjen stengömmenattsländor. Inga underarter finns listade i Catalogue of Life.